# Tollaincourt
Tollaincourt es una comuna nueva francesa situada en el departamento de Vosgos, de la región de Gran Este.

## Historia
Fue creada el 1 de enero de 2017, en aplicación de una resolución del prefecto de Vosgos de 19 de septiembre de 2016 con la unión de las comunas de Rocourt y Tollaincourt, pasando a estar el ayuntamiento en la antigua comuna de Tollaincourt.

## Demografía
| Gráfica de evolución demográfica de Tollaincourt entre 1800 y 2013 |
|                                                                    |

Los datos entre 1800 y 2013 son el resultado de sumar los parciales de las dos comunas que forman la nueva comuna de Tollaincourt, cuyos datos se han cogido de 1800 a 1999, para las comunas de Rocourt y Tollaincourt de la página francesa EHESS/Cassini. Los demás datos se han cogido de la página del INSEE.

## Composición
| Comuna delegada | Código INSEE | Población (2013) | Superficie (km²) | Densidad (hab./km²) |
| --------------- | ------------ | ---------------- | ---------------- | ------------------- |
| Rocourt         | 88392        | 27               | 1.86             | 15                  |
| Tollaincourt    | 88475        | 100              | 12.27            | 8                   |